# Mound City (Dakota Południowa)
Mound City – miasto w Stanach Zjednoczonych, w stanie Dakota Południowa, w hrabstwie Campbell.